# Likud Beitenu
Likud Beitenu, nota anche come Likud Israel Beitenu, (in ebraico: הליכוד ישראל ביתנו) è stata una lista elettorale presentatasi alle elezioni parlamentari in Israele del 2013, composta dai due maggiori partiti della destra israeliana: il Likud di Benjamin Netanyahu e Israel Beitenu di Avigdor Lieberman.

## Storia
Il 25 ottobre 2012 il primo ministro Benjamin Netanyahu e il ministro di affari esteri Avigdor Lieberman annunciarono in una conferenza stampa che i loro rispettivi partiti, il Likud e Israel Beitenu avevano stabilito un'alleanza elettorale in vista delle elezioni della 19ª Knesset, in programma il 22 gennaio 2013. Quattro giorni dopo il comitato centrale del Likud approvò la decisione. Tale idea, secondo Lieberman, era già in fase di attuazione da alcuni mesi.
Inizialmente la mossa incontrò l'opposizione di un certo numero di membri prominenti del Likud, guidati da Michael Eitan, che parlò dell'alleanza come della "distruzione del Likud", salvo poi, dopo l'approvazione da parte del comitato centrale del Likud, dichiarare che avrebbe accettato la decisione del partito. 
Eitan in seguito non fu rieletto alla Knesset dopo essere andato male nelle elezioni primarie del Likud ed essere stato posizionato pertanto in una bassa posizione nella lista elettorale.
La lista comune Likud Beitenu ha ottenuto il 23,25%, conquistando 31 seggi alla Knesset, di cui 20 di membri del Likud e 11 di Israel Beiteinu.

## Risultati elettorali
|                   | Voti    | %     | Seggi |
| Parlamentari 2013 | 832 099 | 23,25 | 31    |